# Ali Diwandari
Ali Diwandari (pers. علی دیواندری, Alī Divāndarī; ur. 6 września 1957 w Sabzewarze) – irański rysownik, karykaturzysta, malarz i rzeźbiarz. Brał udział w wielu międzynarodowych wystawach i był wielokrotnie nagradzany.
Jego prace wystawiane były w wielu krajach m.in. w Polsce.

## Galeria

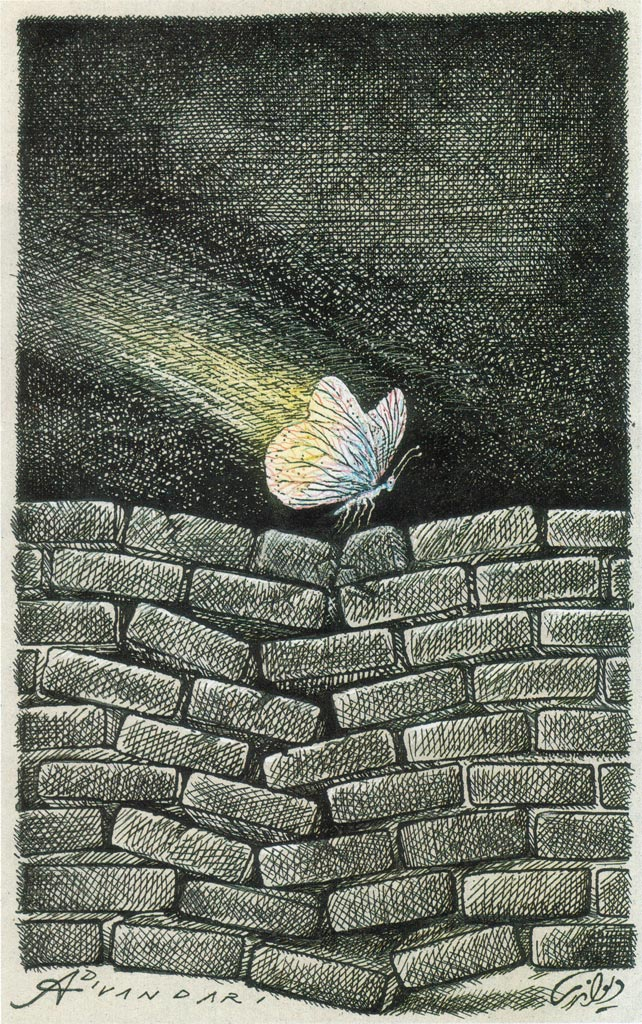
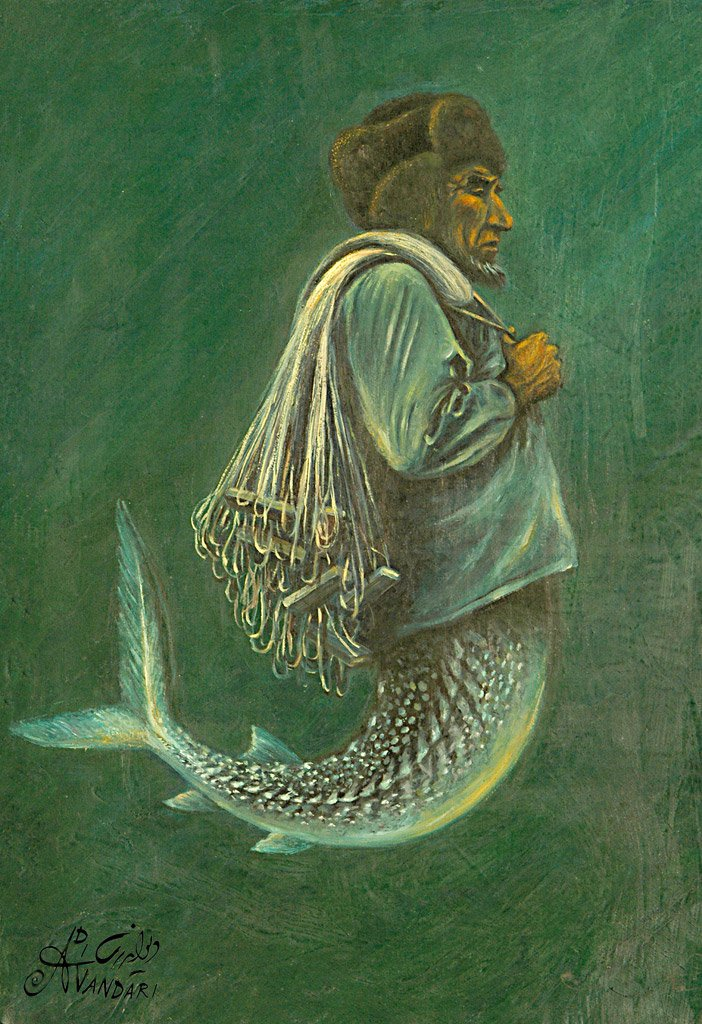
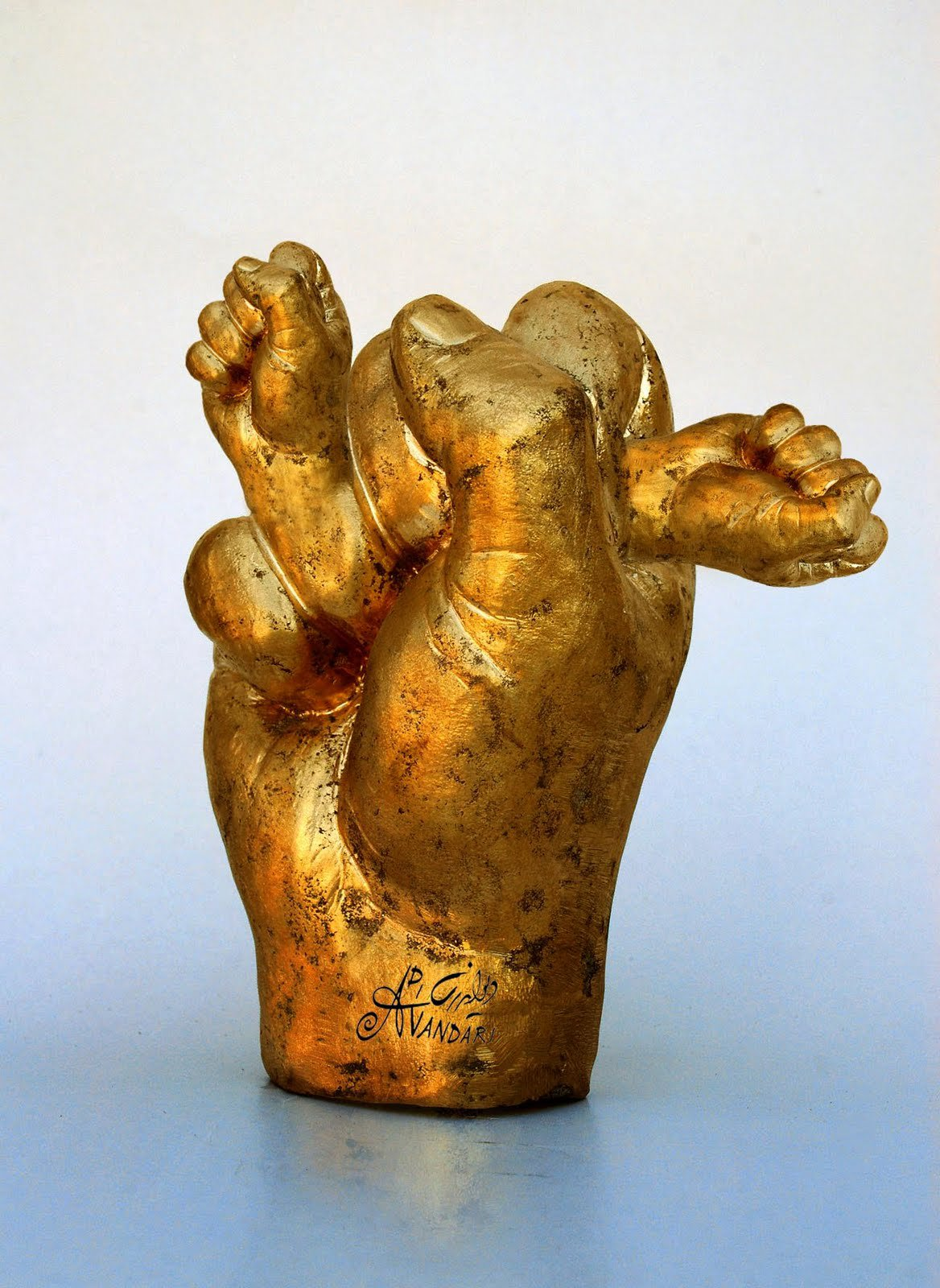
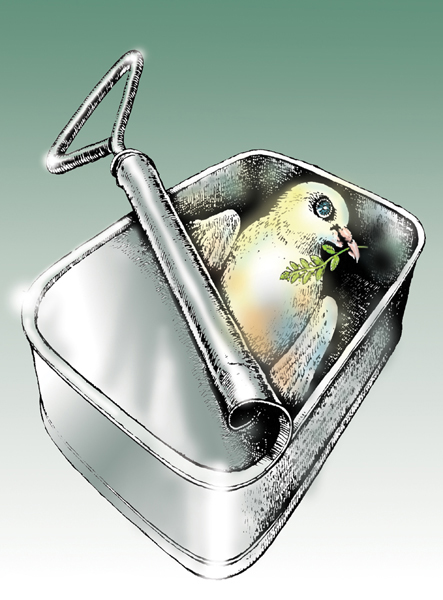